# ラノベアニメ
『ラノベアニメ』は、バルスとABCアニメーション、マーベラスの3社によるオリジナル縦型ショートアニメプロジェクト。プロジェクト開始に伴い、バルスによってショートアニメ専門スタジオ「Ziine Studio」が設立され、プロジェクトの作品を手掛けている。

## 概要
人気ライトノベル作家が書き下ろした原作と人気イラストレーターによるキャラクターデザインのタッグによるオリジナルストーリーを1話あたり2分～5分程度の短尺でWEB配信するプロジェクトである。手軽に楽しめる「ショート動画」に適した縦型画面での公開となる。2025年6月12日から10日間連続で公式YouTubeチャンネルから一部作品（『傷心タイムリープ』と『ファムファタル育成計画』）が他媒体より先行の形で順次配信されており、他にショートドラマプラットフォームのBUMPやタテドラ等でも展開される。2025年7月13日からは『週刊ラノベアニメ』の番組名で、ABCテレビ・テレビ朝日系列『ANiMAZiNG!!!』枠にてコンプレックス番組（前述の2作品に『Jack the Reaper』と『マリー・アントワネットに転生したので全力でギロチンを回避します』を加え）としてテレビ放送される。そちらはTVアニメ用に横型画面で構成されている。
青春ラブストーリーからダイエットコメディ、本格ミステリーに歴史転生ものなど多様なジャンルを提供していく。

## 作品

### 傷心タイムリープ
キャスト
- 若菜美梨 - 高柳知葉
- 和瀬樹 - 坂田将吾
- 阿南都 - 根本京里
- 芦屋蓮 - 川島零士

スタッフ
- 原作・シリーズ構成・脚本 - 二語十
- キャラクターデザイン - tanu
- 監督 - 村田朋泰
- 脚本協力 - 丸戸史明
- 文芸統括 - 萩原猛
- 音響監督 - 大寺文彦
- メインテーマ - 馬瀬みさき
- 制作 - Ziine studio

### ファムファタル育成計画
キャスト
- 阿多川祐樹 - 山下大輝
- 山田 - 広瀬裕也
- 鈴木 - 白井悠介
- 倉橋華実 - 白砂沙帆
- 倉橋月乃 - 松田颯水
- 倉橋雪子 - 近藤玲奈
- 緋山あさぎ - 鈴代紗弓
- ナレーション - 橘龍丸

スタッフ
- 原作・シリーズ構成 - 日向夏
- キャラクターデザイン - 桶乃かもく
- 監督 - 北村誠之、白石和也
- 脚本 - 川岸殴魚
- 文芸統括 - 萩原猛
- 音響監督 - なかのとおる
- メインテーマ - 馬瀬みさき
- 制作 - Ziine studio

### Jack the Reaper
キャスト
- 時城獄狼 - 石川界人
- 涙坂小町 - 本渡楓
- 矢継早速人 - 濱健人
- 権藤岩生 - 田所陽向
- 十万石美麗 - 森なな子

スタッフ
- 原作 - 長月達平
- キャラクターデザイン - 千種みのり
- 監督 - 中野大亮
- シリーズ構成・脚本 - 羽咲うさぎ
- 文芸統括 - 萩原猛
- 音響監督 - なかのとおる
- メインテーマ - 馬瀬みさき
- 制作 - Ziine studio

### マリー・アントワネットに転生したので全力でギロチンを回避します
キャスト
- アントワネット - ファイルーズあい
- ルイ - 増田俊樹
- スタニスラス - 大塚剛央
- シャルル - 土岐隼一
- デュ・バリー夫人 - 田澤茉純

スタッフ
- 原作・シリーズ構成・脚本 - 天野頌子
- キャラクターデザイン - 藤真拓哉
- 監督 - 村上薫子
- 文芸統括 - 萩原猛
- 音響監督 - なかのとおる
- メインテーマ - 馬瀬みさき
- 制作 - Ziine studio

## 主題歌
『Hajimariの合図』
テレビ放送版のオープニングテーマ。
歌：吉武千颯 / 作詞：北川悠仁 / 作曲：北川悠仁・佐々木“コジロー"貴之 / 編曲：佐々木“コジロー"貴之
『群青と未完の彼方』
テレビ放送版のエンディングテーマ。
歌：七瀬彩夏 feat. 佐々木“コジロー"貴之 / 作詞：こだまさおり / 作曲・編曲：佐々木“コジロー"貴之